# Veliki Zimbabve
Veliki Zimbabve je bilo mesto v jugovzhodnih gričih sodobne države Zimbabve, blizu Masvinga. Naseljeno je bilo od leta 1000 n. št. in je bilo od 13. stoletja prestolnica Kraljevine Zimbabve. Je največja kamnita zgradba v predkolonialni Južni Afriki. Večja gradnja mesta se je začela v 11. stoletju in trajala do 15. stoletja, opuščeno pa je bilo v 16. ali 17. stoletju. Stavbe so postavili predniki ljudstva Šona, ki trenutno živi v Zimbabveju in bližnjih državah. Kamnito mesto se razteza na površini 7,22 kvadratnih kilometrov in je na vrhuncu lahko sprejelo do 18.000 ljudi, kar pomeni gostoto prebivalstva približno 2500 prebivalcev na kvadratni kilometer. Država Zimbabve s središčem na njem je verjetno pokrivala 50.000 km2. UNESCO ga je uvrstil na seznam svetovne dediščine.
Naselje Velikega Zimbabveja sestavljajo hribovski kompleks, dolinski kompleks in veliko ograjeno območje (zgrajeno v različnih obdobjih) ter območje za stanovanja navadnih ljudi znotraj obzidja. Med strokovnjaki obstaja nesoglasje glede funkcij kompleksov. Nekateri menijo, da so bili v različnih obdobjih najdišča rezidence kraljev in elite, drugi pa domnevajo, da so imeli ločene funkcije. Veliko ograjeno območje z 11 m visokimi suhozidi (torej zgrajenimi brez malte) je bilo zgrajeno v 13. in 14. stoletju in je verjetno služilo kot kraljeva rezidenca z razmejenimi javnimi prostori za obrede.
Najstarejši dokument, ki omenja ruševine Velikega Zimbabveja, je iz leta 1531, ki ga je napisal Vicente Pegado, kapitan portugalske garnizije Sofala na obali današnjega Mozambika, in ga je zapisal kot Symbaoe. Prvi potrjeni obiski Evropejcev so bili konec 19. stoletja, raziskave najdišča pa so se začele leta 1871. Veliki Zimbabve in okoliška najdišča so evropski antikvari plenili med letoma 1890 in 1920. Nekatere kasnejše študije spomenika so bile kontroverzne, saj je bela vlada Rodezije pritiskala na arheologe, naj zanikajo, da so ga zgradili temnopolti Afričani. Njegov afriški izvor je postal soglasen šele v 1950-ih. Veliki Zimbabve je zimbabvejska vlada od takrat sprejela za nacionalni spomenik, sodobna neodvisna država pa je bila poimenovana po njem.
Beseda veliki loči najdišče od številnih manjših ruševin, znanih kot zimbabveji, ki so razporejene po Zimbabvejskem Highveldu. V južni Afriki je približno 200 takšnih najdišč, kot sta Bumbusi v Zimbabveju in Manyikeni v Mozambiku, z monumentalnimi zidovi brez malte.

## Ime
Zimbabve je šonsko ime ruševin, ki ga je leta 1531 prvič zapisal Vicente Pegado, kapitan portugalske garnizije v Sofali. Pegado je zapisal, da »domorodci v državi te zgradbe imenujejo Symbaoe, kar v njihovem jeziku pomeni 'dvor'«.
Ime vsebuje besedo dzimba, šonski izraz za 'hiše'. Obstajata dve teoriji o etimologiji imena. Prva predlaga, da beseda izhaja iz besede Dzimba-dze-mabwe, kar se iz šonskega jezika prevaja kot 'velike kamnite hiše' (dzimba = množina od imba, 'hiša'; mabwe = množina od bwe, 'kamen'). Druga teorija nakazuje, da je Zimbabve skrajšana oblika besede dzimba-hwe, kar v zezurujskem narečju šonskega jezika pomeni 'čaščene hiše', kot se običajno uporablja za hiše ali grobove poglavarjev.

## Zgodovina in opis

### Naselitev
Območje Velikega Zimbabveja so prej naseljevali Sani, ki so živeli pred 100.000 leti, in okoli leta 150 pr. n. št. bantujsko govoreča ljudstva, ki so v 4. stoletju našega štetja ustanovila kmetijska poglavarstva. Med 4. in 7. stoletjem so skupnosti kultur Gokomere ali Ziva obdelovale dolino ter kopale in obdelovale železo, vendar niso gradile kamnitih struktur. To so najstarejša naselja iz železne dobe na tem območju, identificirana z arheološkimi izkopavanji, kasnejši ljudje Gumanje pa veljajo za prednike Karanga (južno-osrednji Šona), ki so zgradili Veliki Zimbabve.

### Gradnja in rast
Gradnja kamnitih stavb se je začela v 11. stoletju in se je nadaljevala več kot 300 let. Ruševine v Velikem Zimbabveju sodijo med najstarejše in največje strukture v južni Afriki. Njegova najmogočnejša zgradba, ki jo običajno imenujemo Veliki ograjeni prostor, ima zidove visoke do 11 m, ki se raztezajo približno 250 m. Njegova rast je povezana z upadom Mapungubweja od okoli leta 1300 oziroma z večjo razpoložljivostjo zlata v zaledju Velikega Zimbabveja.
Tradicionalne ocene so, da je imel Veliki Zimbabve na svojem vrhuncu kar 18.000 prebivalcev. Vendar pa je novejša raziskava pokazala, da število prebivalcev verjetno nikoli ni preseglo 10.000. Ruševine, ki so se ohranile, so v celoti zgrajene iz kamna; razprostirajo se na 730 ha. Veliki Zimbabve je pokrival podobno območje kot srednjeveški London; Medtem ko je bila gostota stavb znotraj kamnitih ograjenih območij visoka, je bila na območjih zunaj njih precej nižja. Institucionalizacija politično-religiozne ideologije Velikega Zimbabveja je služila legitimizaciji položaja kralja (mambo) s povezavo med voditelji, njihovimi predniki in Bogom. Ken Mufuka piše, da je bilo svetišče v kompleksu Hill dom duhovnih medijev (svikiro), ki so bili zadolženi za delovanje kot vest države in ohranjanje tradicij ustanoviteljev, med katerimi so bili Chigvagu Rusvingo (prvi mambo), Chaminuka, Chimurenga, Tovera in Soro-rezhou.
Večina prebivalstva je živela v hišah iz blata na lesenih okvirnih konstrukcijah, vendar je njihovo število mogoče le oceniti. Prav tako se domneva, da so bile kamnite strukture kraljeve ali uradne stavbe in elitna bivališča. Na najdišču niso našli nobenih grobov, ki bi dali še eno podlago za oceno prebivalstva.

### Značilnosti ruševin
Leta 1531 je Vicente Pegado, kapitan portugalskega garnizona v Sofali, Zimbabve opisal takole:
Med rudniki zlata na celinskih ravnicah med rekama Limpopo in Zambezi stoji trdnjava, zgrajena iz kamnov čudovite velikosti in zdi se, da jih ne povezuje nobena malta ... To zgradbo skoraj obdajajo hribi, na katerih so drugi, ki so podobni njej po obdelavi kamna in odsotnosti malte, eden od njih pa je stolp, visok več kot 22 m. Domačini v državi te zgradbe imenujejo Symbaoe, kar v njihovem jeziku pomeni dvor.— Vicente Pegado
Ruševine tvorijo tri različne arhitekturne skupine. Znane so kot hribovski kompleks, dolinski kompleks in veliki obzidan prostor. Hribovski kompleks je najstarejši in je bil naseljen od 11. do 13. stoletja. Veliki ograjeni prostor je bil naseljen od 13. do 15. stoletja, Dolinski kompleks pa od 14. do 16. stoletja. Med pomembne značilnosti Hribovskega kompleksa spadajo Vzhodni ograjeni prostor, v katerem naj bi stale [][Zimbabvejska ptica|zimbabvejske ptice]], visok balkonski ograjeni prostor s pogledom na Vzhodni ograjeni prostor in ogromen balvan v obliki, podobni zimbabvejski ptici. Veliki ograjeni prostor je sestavljen iz notranjega zidu, ki obdaja vrsto struktur, in mlajšega zunanjega zidu. Stožčasti stolp s premerom 5,5 m in višino 9 m je bil zgrajen med obema zidovoma. Dolinski kompleks je razdeljen na Zgornje in Spodnje dolinske ruševine z različnimi obdobji naseljenosti.
Obstajajo različne arheološke interpretacije teh skupin. Predlagano je bilo, da kompleksi predstavljajo delo zaporednih kraljev: nekateri novi vladarji so ustanovili novo rezidenco. Središče moči se je v 12. stoletju preselilo iz hribovskega kompleksa v Veliko ograjeno območje, Zgornjo dolino in končno v Spodnjo dolino v začetku 16. stoletja. Alternativna 'strukturalistična' razlaga trdi, da so imeli različni kompleksi različne funkcije: hribovski kompleks kot območje za obrede, morda povezane s priklicem dežja, dolinski kompleks je bil namenjen državljanom, Veliko ograjeno območje pa je uporabljal kralj. Bolj dovršene strukture so bile verjetno zgrajene za kralje, čeprav se trdi, da datiranje najdb v kompleksih ne podpira te razlage.
Dhaške jame so bile zaprte vdolbine, ki so jih prebivalci Velikega Zimbabveja uporabljali kot vire za upravljanje vode v obliki rezervoarjev, vodnjakov in izvirov. Dhaške jame so morda uporabljali od sredine 2. tisočletja našega štetja in sistem je lahko zadržal več kot 18.000 m3 vode.

### Pomembni artefakti
Najpomembnejši artefakti, najdeni na spomeniku, so osem zimbabvejskih ptic. Te so bile izklesane iz sljudastega skrilavca (milnega kamna) na vrhovih monolitov, visokih kot človek. Zdi se, da so reže v ploščadi v vzhodnem ograjenem hribovskem kompleksu zasnovane tako, da držijo monolite z zimbabvejskimi pticami, vendar ker niso bile najdene na mestu, prvotne lokacije vsakega monolita in ptice v ograjenem prostoru ni mogoče določiti. Drugi artefakti vključujejo figurice iz milnega kamna (ena od njih je v Britanskem muzeju), keramiko, železne gonge, dovršeno obdelano slonovino, železno in bakreno žico, železne motike, bronaste sulične konice, bakrene ingote in lončke ter zlate kroglice, zapestnice, obeske in tulci. Glass beads and porcelain from China and Persia Najdene so bile tudi steklene kroglice in porcelan iz Kitajske in Perzije med drugimi tujimi artefakti, ki potrjujejo mednarodne trgovinske povezave kraljestva. Med obsežnimi kamnitimi ruševinami velikega mesta, ki so še danes ohranjene, je osem monolitnih ptic, izklesanih v milni kamen. Domneva se, da predstavljajo glumaškega orla (Terathopius ecaudatus) – dobrega znamenja, zaščitnega duha in glasnika bogov v kulturi Šonov.

### Trgovina
Veliki Zimbabve je postal središče trgovanja, potem ko je okoli leta 1300 nadomestil Mapungubwe. Regionalna omrežja so bila obsežna, sol, govedo, žito in baker pa so trgovali vse do planote Kundelungu v današnjem DR Kongo. Pomemben del bogastva Velikega Zimbabveja je izviral iz prevlade trgovskih poti od zlatih polj Zimbabvejske planote do svahilijske obale. Preko svahilijskih mestnih držav, kot je Sofala, so izvažali zlato in slonovino v trgovino v Indijskem oceanu. Ta mednarodna trgovina je bila dodatek k lokalni kmetijski trgovini, v kateri je bila še posebej pomembna govedo. Velika čreda goveda, ki je oskrbovala mesto, se je sezonsko selila in jo je upravljal dvor. V Zimbabveju so izkopali drobce kitajske keramike, kovance iz Arabije, steklene kroglice in druge nelokalne predmete. Kljub tem močnim mednarodnim trgovinskim povezavam ni dokazov, ki bi kazali na izmenjavo arhitekturnih konceptov med Velikim Zimbabvejem in središči, kot je Kilva.

### Propad
Ni znano, kaj je povzročilo propad Velikega Zimbabveja in njegovo končno opustitev. Ni jasno, v kolikšni meri so podnebne spremembe igrale vlogo, vendar pa lega Velikega Zimbabveja v ugodnem padavinskem območju verjetno ne bi bil glavni vzrok. Prevlada Velikega Zimbabveja nad regijo je bila odvisna od njegovega nenehnega širjenja in projekcije vpliva, saj je njegovo naraščajoče prebivalstvo potrebovalo več kmetijskih zemljišč, trgovci pa več zlata. Ustno izročilo ljudstva Šona pripisuje propad Velikega Zimbabveja pomanjkanju soli, kar je lahko figurativni način govora o izčrpavanju zemlje za kmete ali o izčrpavanju kritičnih virov za skupnost. Verjetno je, da je vodonosniku, na katerem je bil Veliki Zimbabve, zmanjkalo vode ali pa je naraščajoče prebivalstvo onesnažilo vodo.
Od začetka 15. stoletja se je mednarodna trgovina začela zmanjševati sredi svetovne gospodarske recesije, kar je zmanjšalo povpraševanje po zlatu, kar je negativno vplivalo na Veliki Zimbabve. V odgovor na to so elite verjetno razširile regionalne trgovske mreže, kar je povzročilo večjo blaginjo drugih naselij v regiji. Do konca 15. stoletja so se posledice te odločitve začele kazati, saj so potomci kraljeve družine Velikega Zimbabveja oblikovali nove dinastije, verjetno zaradi izgubljenih sporov o nasledstvu. Po ustnem izročilu je Nyatsimba Mutota, član kraljeve družine Velikega Zimbabveja, vodil del prebivalstva na sever v iskanju soli, da bi ustanovil cesarstvo Mutapa. Verjeli so, da jim bodo sledili le njihovi najnovejši predniki, starejši predniki pa so ostali v Velikem Zimbabveju in tam nudili zaščito. Trgovci Angoche so odprli novo pot vzdolž Zambezija preko Mutape in Ingombe Ilede, da bi dosegli zlata polja zahodno od Velikega Zimbabveja, kar je pospešilo njegov propad in vzpon Khamija, glavnega mesta kraljestva Butua. Do 16. stoletja se je politična in gospodarska moč premaknila iz Velikega Zimbabveja na sever in zahod. Kraj je bil verjetno še naprej naseljen v 17. stoletju, preden je bil sčasoma zapuščen.

## Zgodovina raziskav in izvor ruševin
O izvoru Velikega Zimbabveja, ki je bil poimenovan Zimbabvejska polemika, je bilo v zgodovini veliko razprav. Rodezijci, ki so bili ujeti v rasne predsodke, so menili, da si ni mogoče predstavljati, da bi strukture lahko zgradili avtohtoni Afričani, saj so trdili, da so arheološka odkritja perzijskih skled in kitajskega celadona posledica predbantujske naselitve. Kolonialna vlada je pritiskala na arheologe, naj zanikajo, da so strukturo zgradili avtohtoni Afričani, saj bi priznanje tega razbilo njihovo »civilizacijsko poslanstvo«. Zanikanje različnih fantastičnih in dehumanizirajočih teorij, ki so gradnjo pripisovale Judom, Arabcem, Feničanom in vsem razen Šonom, skupaj z drugimi dejavnostmi arheologov, je prevladovalo v zgodovinopisju Velikega Zimbabveja skozi celotno 20. stoletje. Njegov afriški izvor je postal soglasen šele v 1950-ih.

### Od portugalskih trgovcev do Karla Maucha
Prvi evropski obisk je morda opravil portugalski popotnik António Fernandes v letih 1513–1515, ki je dvakrat prečkal območje in podrobno poročal o območju današnjega Zimbabveja (vključno s kraljestvi Šonov) ter utrjenih središčih iz kamna brez malte. Vendar pa na poti nekaj kilometrov severno in približno 56 km južno od najdišča ni omenil Velikega Zimbabveja. Portugalski trgovci so za ostanke srednjeveškega mesta slišali v začetku 16. stoletja, ohranjeni pa so tudi zapisi o intervjujih in zapiskih nekaterih od njih, ki povezujejo Veliki Zimbabve s proizvodnjo zlata in trgovino na dolge razdalje. Dve od teh poročil omenjata napis nad vhodom v Veliki Zimbabve, napisan v znakih, ki jih arabski trgovci, ki so ga videli, niso poznali.
Leta 1506 je raziskovalec Diogo de Alcáçova opisal zgradbe v pismu Manuelu I. Portugalskemu, v katerem je zapisal, da so del večjega kraljestva Ucalanga (domnevno Karanga, narečje ljudstva Šonov, ki se govori predvsem v provincah Masvingo in Midlands v Zimbabveju). João de Barros je leta 1538 pustil še en takšen opis Velikega Zimbabveja, kot so mu ga pripovedovali mavrski trgovci, ki so obiskali območje in poznali zaledje. Navaja, da so bile zgradbe lokalno znane kot Symbaoe, kar v domačem jeziku pomeni 'kraljevski dvor'. Glede dejanske identitete graditeljev Velikega Zimbabveja de Barros piše:

Kdaj in kdo je te zgradbe postavil, ker ljudje v deželi ne poznajo umetnosti pisanja, ni zapisov, vendar pravijo, da so delo hudiča, saj se jim v primerjavi z njihovo močjo in znanjem zdi nemogoče, da bi bile delo človeka.— João de Barros
Poleg tega je de Barros glede namena ruševin Velikega Zimbabveja trdil, da: »po mnenju Mavrov, ki so ga videli [Veliki Zimbabve], je zelo star in je bil zgrajen za ohranjanje posesti rudnikov, ki so zelo stari, in iz njih že leta niso izkopavali zlata zaradi vojn ... zdi se, da je neki knez, ki ima v lasti te rudnike, ukazal, naj se zgradijo kot znak tega, kar je kasneje sčasoma in zaradi njihove oddaljenosti od njegovega kraljestva izgubil«.
De Barros je nadalje pripomnil, da Symbaoe »varuje plemič, ki ga vodi po vzoru glavnega alcaideja in tega častnika imenujejo Symbacayo ... in v njem je vedno nekaj Benomotapovih žena, za katere skrbi Symbacayo.« Tako se zdi, da je bil Veliki Zimbabve naseljen še v začetku 16. stoletja.

### Karl Mauch in kraljica iz Sabe
Ruševine so Evropejci leta 1867 med lovskim potovanjem ponovno odkrili Adam Render, nemško-ameriški lovec, iskalec zlata in trgovec v južni Afriki, ki je leta 1871 ruševine pokazal Karlu Mauchu, nemškemu raziskovalcu in geografu Afrike. Karl Mauch je ruševine zabeležil in takoj začel ugibati o morebitni biblijski povezavi s kraljem Salomonom in kraljico iz Sabe, razlago, ki so jo predlagali že prejšnji pisci, kot je Portugalec João dos Santos. Mauch je šel celo tako daleč, da je podpiral legendo, da so bile strukture zgrajene kot posnemanje palače kraljice iz Sabe v Jeruzalemu in trdil, da mora biti lesena preklada na tem mestu iz libanonske cedre, ki so jo prinesli Feničani. Legenda o Sabi, kot jo je promoviral Mauch, je postala tako razširjena v skupnosti belih naseljencev, da je kasnejši učenjak James Theodore Bent dejal:
Imena kralja Salomona in kraljice Sabe so bila vsem na ustnicah in so nam postala tako neokusna, da ju ne pričakujemo, da bomo nikoli več slišali, ne da bi se nehote zgrozili.

### Carl Peters in Theodore Bent
Carl Peters je leta 1905 zbral keramični ušabti. Flinders Petrie ga je pregledal in na prsih prepoznal kartušo, ki pripada faraonu Tutmozu III. iz 18. dinastije, ter predlagal, da gre za kipec kralja, in ga navedel kot dokaz o trgovinskih vezi med vladarji na tem območju in starimi Egipčani v času Novega kraljestva (ok. 1550–1077 pr. n. št.), če ne celo kot ostanek stare egipčanske postaje v bližini lokalnih rudnikov zlata. Johann Heinrich Schäfer je kasneje ocenil kipec in trdil, da pripada znani skupini ponaredkov. Po prejemu ušabtija je Felix von Luschan predlagal, da je novejšega izvora kot Novo kraljestvo. Trdil je, da figurica namesto tega izvira iz poznejše ptolemajske dobe (ok. 323–30 pr. n. št.), ko so grški trgovci iz Aleksandrije izvažali egipčanske starine in psevdo-starine v južno Afriko.
J. Theodore Bent je pod pokroviteljstvom Cecila Rhodesa opravil sezono v Zimbabveju in s financiranjem Kraljevega geografskega društva in Britanskega združenja za napredek znanosti. To in druga izkopavanja, opravljena za Rhodesa, so privedla do objave knjige, ki je ruševine predstavila angleškim bralcem. Bent ni imel formalne arheološke izobrazbe, vendar je veliko potoval po Arabiji, Grčiji in Mali Aziji. Pomagal mu je strokovnjak kartograf in geodet Robert M. W. Swan (1858–1904), ki je obiskal in pregledal tudi številne sorodne kamnite ruševine v bližini. Bent je v prvi izdaji svoje knjige Porušena mesta Mašonalanda (1892) zapisal, da ruševine razkrivajo Feničane ali Arabce kot graditelje, in naklonjen je možnosti, da je trdnjava zelo stara. V tretji izdaji svoje knjige (1902) je bil bolj natančen, njegova glavna teorija pa je bila »semitska rasa arabskega porekla« »močno komercialnih« trgovcev, ki so živeli v afriškem mestu, ki je bilo odvisnik od mesta.

### Lemba
Izgradnjo Velikega Zimbabveja si lastijo tudi Lemba, kar je leta 1777 dokumentiral William Bolts (avstrijskim habsburškim oblastem) in A. A. Anderson (ki je pisal o svojih potovanjih severno od reke Limpopo v 19. stoletju). Lemba govorijo bantujske jezike, ki jih govorijo njihovi geografski sosedje, vendar imajo nekatere verske prakse in prepričanja, podobne tistim v judovstvu in islamu, za katere trdijo, da so se prenašala z ustnim izročilom.

### David Randall-MacIver in srednjeveški izvor
Prva znanstvena arheološka izkopavanja na najdišču je za Britansko združenje izvedel David Randall-MacIver v letih 1905–1906. V srednjeveški Rodeziji je zavrnil trditve Adama Renderja, Carla Petersa in Karla Maucha ter namesto tega pisal o obstoju predmetov bantujskega izvora na najdišču. Randall-MacIver je zaključil, da so ga vsi razpoložljivi dokazi pripeljali do prepričanja, da so zimbabvejske strukture zgradili predniki ljudstva Šona. Še pomembneje je, da je predlagal, da obzidane utrdbe in tempelj datirajo v celoti v srednjeveško obdobje. Ta trditev ni bila takoj sprejeta, deloma zaradi relativno kratkega in premalo posadke izkopavanj, ki jih je lahko opravil.

### Raziskave po letu 1945
Od 1950-ih naprej med arheologi obstaja soglasje glede afriškega izvora Velikega Zimbabveja. Artefakti in radiokarbonsko datiranje kažejo na poselitev vsaj v 5. stoletju, z neprekinjenim naseljevanjem Velikega Zimbabveja med 12. in 15. stoletjem, večina najdb pa iz 15. stoletja. Radiokarbonski dokazi so sklop 28 meritev, pri katerih vse razen prvih štirih, iz zgodnjih dni uporabe te metode in ki se zdaj štejejo za netočne, podpirajo kronologijo od 12. do 15. stoletja. V 1970-ih je bil košček, ki je leta 1952 ustvaril nekatere anomalne datume, ponovno analiziran in dal datum 14. stoletja. Datirane najdbe, kot so kitajski, perzijski in sirski artefakti, prav tako podpirajo datume iz 12. in 15. stoletja.

### Gokomere
Arheologi se na splošno strinjajo, da so graditelji govorili enega od šonskih jezikov, na podlagi dokazov o lončarstvu, ustnih izročil ter antropologije in dokazov DNK, novejše raziskave pa podpirajo gradnjo Velikega Zimbabveja (in izvor njegove kulture) s strani ljudstev Šona in Venda, ki so verjetno potomci kulture Gokomere. Kultura Gokomere, vzhodna podskupina Bantu, je na tem območju obstajala od okoli leta 200 n. št. in cvetela od leta 500 do približno leta 800 n. št. Arheološki dokazi kažejo, da predstavlja zgodnjo fazo kulture Velikega Zimbabveja. Kultura Gokomere je verjetno dala povod tako za sodobno ljudstvo Mashona, etnično skupino, ki jo sestavljajo različne subetnične skupine, kot je lokalni klan Karanga, kot tudi za kulturo Rozvi, ki je nastala kot več šonskih držav. Ljudstva Gokomere so bila verjetno sorodna tudi nekaterim bližnjim zgodnjim skupinam Bantu, kot je civilizacija Mapungubwe v sosednji severovzhodni Južni Afriki, za katero velja, da je bila zgodnja kultura, ki je govorila vendo, in bližnji Sotho.

### Nedavne raziskave
Novejša arheološka dela so izvedli Peter Garlake, ki je pripravil obsežne opise najdišča, David Beach in Thomas Huffman, ki sta se ukvarjala s kronologijo in razvojem Velikega Zimbabveja, ter Gilbert Pwiti, ki je veliko objavljal o trgovinskih povezavah. Danes najnovejše soglasje pripisuje gradnjo Velikega Zimbabveja ljudstvu Šona (skupina Bantu). Nekateri dokazi kažejo tudi na zgodnji vpliv verjetno vendsko govorečih ljudstev civilizacije Mapungubwe.

### Poškodbe ruševin
Poškodbe ruševin so se dogajale skozi vse prejšnje stoletje. Evropski starinarji so od 1890-ih do 1920-ih plenili in ropali Veliki Zimbabve in podobne strukture, kar je močno oviralo delo bodočih arheologov z uničevanjem njegove stratigrafije. Odstranjevanje zlata in artefaktov med amaterskimi izkopavanji, ki so jih opravili zgodnji kolonialni antikvari, je povzročilo obsežno škodo, zlasti izkopavanja Richarda Nicklina Halla. Obsežnejšo škodo je povzročilo rudarjenje nekaterih ruševin zaradi zlata. Poskusi obnove od leta 1980 so povzročili še večjo škodo, kar je privedlo do odtujitve lokalnih skupnosti od najdišča. Drug vir škode na ruševinah je bila odprtost najdišča za obiskovalce, saj je veliko primerov ljudi, ki so plezali po zidovih, hodili po arheoloških najdiščih in prekomerna uporaba določenih poti, imelo velik vpliv na strukture na najdišču. To je povezano s škodo zaradi naravnega preperevanja, ki nastane sčasoma zaradi rasti vegetacije, posedanja temeljev in erozije zaradi vremena.